# Lophonotidia melanoleuca
Lophonotidia melanoleuca is een vlinder uit de familie uilen (Noctuidae). De wetenschappelijke naam van deze soort is voor het eerst geldig gepubliceerd in 1937 door Janse.
De soort komt voor in tropisch Afrika.